# La Trinidad (Huimanguillo)
La Trinidad es una localidad del municipio de Huimanguillo ubicado en la subregión de La Chontalpa del estado mexicano de Tabasco.

## Geografía
La localidad de La Trinidad se sitúa en las coordenadas geográficas 17°51′34″N 93°40′07″O / 17.85944, -93.66861, a una elevación de 20 metros sobre el nivel del mar.

## Demografía
Según el Conteo de Población y Vivienda 2020, efectuado por el Instituto Nacional de Estadística y Geografía, la localidad de La Trinidad tiene 141 habitantes, de los cuales 74 son del sexo masculino y 67 del sexo femenino. Su tasa de fecundidad es de 2.29 hijos por mujer y tiene 40 viviendas particulares habitadas.
| Gráfica de evolución demográfica de La Trinidad entre 2010 y 2020 |
|                                                                   |
| INEGI.                                                            |